# 世界童軍網路大會
世界童軍網路大會（英語：Jamboree on the Internet，一般簡稱JOTI），源自一個在每年十月第三個星期周末，來自世界各地的童軍們透過業餘無線電進行空中通聯，稱之為世界童軍空中大會，完成通聯之後，雙方會寄出通訊確認卡（QSL卡）。近年來隨著網際網路的發達，世界各地的童軍們藉由 ScoutLink（IRC）、e-mail 和 VOIP 等方式，同時間舉辦世界童軍網路大會，後來便常稱為世界童軍空中大會暨網路大會（JOTA-JOTI）。
JOTA 和 JOTI 都是世界童軍運動組織(World Organization of the Scout Movement, WOSM)的國際性活動，也邀請世界女童軍總會（World Association of Girl Guides and Girl Scouts, WAGGGS）的伙伴參加。

## 外部連結
- 中華民國童軍總會 （页面存档备份，存于）
- 世界童軍總會空中暨網路大會 （页面存档备份，存于）
- Jota-Joti臉書 （页面存档备份，存于）
- Taiwan Scouts JOTAJOTI （页面存档备份，存于）
- 2021 JOTA-JOTI JAMBOREE ON THE AIR / JAMBOREE ON THE INTERNET （页面存档备份，存于）